# Пеперуденият танц на Анабел
„Пеперуденият танц на Анабел“ (на английски: Annabelle Butterfly Dance) е американски късометражен документален ням филм от 1894 година на режисьора Уилям Кенеди Диксън с участието на известната по това време танцьорка и актриса Анабел Мур, заснет в лабораториите на Томас Едисън в Ню Джърси. Филмът е черно-бял, като впоследствие е ръчно оцветен от Едуард Кун.

## Сюжет
Анабел Мур представя пред камерата един от популярните си танци. За целта тя е облечена в костюм, на чийто гръб има чифт крила, за да прилича на пеперуда. Докато танцува, Анабел използва широката си рокля и крилата, за да имитира движенията на пеперудите.

## В ролите
- Анабел Мур